# Everton Ramos da Silva
Everton Ramos da Silva (São Paulo, 8 juni 1983) - voetbalnaam Everton - is een Braziliaans betaald voetballer die bij voorkeur in de aanval speelt.

## Carrière

### Jeugd
Everton begon met zaalvoetbal bij INA en São Paulo FC. Op het veld begon hij bij Joerg Bruder  in Santo Amaro en speelde daarna bij Goianésia EC en bij Osasco FC en EC Osasco in Fraiburgo.

### Grêmio Barueri
Everton begon zijn professionele carrière bij de Braziliaanse tweededivisionist Grêmio Barueri. Hij scoorde er in drie seizoenen 53 keer en won met zijn club in 2006 de Campeonato Paulista - Série A2.

### Heracles Almelo
Hij werd in eerste instantie voor één seizoen verhuurd aan Heracles Almelo, maar zijn verbintenis werd een half jaar later met een seizoen verlengd. Op 9 juli bracht Heracles naar buiten dat Everton een contract voor vier jaar tekende. Met Heracles verloor hij in 2012 de finale van de KNVB-Beker.

### Al-Nassr
Op 27 mei 2013 werd bekend dat Everton voor drie seizoenen getekend heeft bij Al-Nassr uit Saoedi-Arabië. Met de club won hij de Crown Prince Cup.

### Shanghai Shenxin
Na 5 maanden geen salaris te hebben ontvangen van Al Nassr, vertrok Everton transfervrij naar Shanghai Shenxin uit China. Op 20 juli 2014 tekende hij een contract voor 2,5 jaar.

### Terug in Brazilië
In 2016 speelde hij eerst voor Rio Claro FC en vervolgens voor Guarani FC. In 2017 kwam Everton uit voor Ituano FC. In 2018 begint hij bij XV de Piracicaba.

### Portugal
In 2018 ging Everton spelen voor CD Cinfães. In 2019 verkaste hij naar USC Paredes en in 2021 naar Pedras Rubras.

## Clubstatistieken
| Seizoen   | Club             | Duels    | Goals    | Competitie                     |
| --------- | ---------------- | -------- | -------- | ------------------------------ |
| 2003-2006 | Gremio Barueri   | 70       | 53       | Campeonato Paulista - Série A2 |
| 2006/07   | Heracles Almelo  | 24       | 9        | Eredivisie                     |
| 2007/08   | Heracles Almelo  | 33       | 8        | Eredivisie                     |
| 2008/09   | Heracles Almelo  | 27       | 5        | Eredivisie                     |
| 2009/10   | Heracles Almelo  | 34       | 14       | Eredivisie                     |
| 2010/11   | Heracles Almelo  | 33       | 15       | Eredivisie                     |
| 2011/12   | Heracles Almelo  | 34       | 9        | Eredivisie                     |
| 2012/13   | Heracles Almelo  | 33       | 10       | Eredivisie                     |
| 2013/14   | Al-Nassr         | 8        | 2        | Saudi Premier League           |
| 2014      | Shanghai Shenxin | 10       | 3        | Super League                   |
| 2015      | Shanghai Shenxin | 16       | 3        | Super League                   |
| 2016      | Rio Claro FC     | 3        | 0        | Campeonato Paulista            |
| 2016      | Guarani FC       | 11       | 2        | Série C                        |
| 2017      | Ituano FC        | 6        | 1        | Série D                        |
| 2017      | XV de Piracicaba | onbekend | onbekend | Campeonato Paulista Série A2   |
| 2018      | XV de Piracicaba | onbekend | onbekend | Campeonato Paulista Série A2   |
| 2018/19   | CD Cinfães       | onbekend | onbekend | onbekend                       |
| 2019/20   | USC Paredes      | 1        | 0        | Taça de Portugal Placard       |
| 2020/21   | Pedras Rubras    | onbekend | onbekend | Campeonato de Portugal         |
| 2021/22   | Paivense         | onbekend | onbekend |                                |
| 2022/23   | ADC Lobão        | onbekend | onbekend |                                |
| Totaal    | Totaal           | 343      | 134      |                                |

Bijgewerkt op 11 november 2022